# Ajapa
Ajapa é um termo sânscrito que significa "sem som". É um exercício utilizado nas práticas de yoga, se classificando no anga (parte da prática) mantra. Os mantras podem ser de diversos tipos, tendo, em comum, a repetição de uma frase ou palavra. Quando a mesma é apenas um monossílabo tônico, é sub-classificado como japa. Existe, entretanto, um exercício que foge a esta regra, pois não existe a pronúncia de monossílabo nem palavras, pois não são usadas as cordas vocais. Ou seja, não existe som vocalizado. O som é o próprio som da respiração passando pela garganta. Apesar de não usar as cordas vocais, produz-se um som que se parece audivelmente com "soham", que nada mais é do que o esforço de aspirar e expirar.